# 华庄街道
华庄街道，是中华人民共和国江苏省无锡市经开区下辖的一个乡镇级行政单位。原为华庄镇。

## 地理
华庄街道距离无锡市市区15公里，总面积37.4平方公里。苏锡公路贯穿镇区，向南经蠡河南入太湖，向北连接京杭大运河。向东与新安街道相邻，向西连接太湖街道、雪浪街道。

## 历史沿革
宋朝时期属于新安乡。中华人民共和国成立后，设立华庄乡。1958年9月，成立红旗人民公社。1983年4月，改为红旗乡。1985年底，撤乡建华庄镇，下有华庄、巡塘、周塘桥、落霞桥。1986年8月，华庄镇被确定为中国首批小城镇社会发展综合示范试点镇。1990年，被命名为首批江苏名镇。1992年，正式命为“国家社会发展综合实验区”。1998年，被评为江苏省新型示范镇。1999年，被评为全国小城镇建设示范镇。2007年7月20日，无锡市人民政府撤销滨湖区华庄镇，以其原辖区设立华庄街道办事处，管理三个居委会和21个村委会，办事处位于华庄苏锡东路48号。

## 行政区划
华庄街道下辖以下地区：
华庄社区、落霞苑第一社区、凯发苑第一社区、旺安社区、落霞苑第二社区、太湖社区、农联社区、龙渚社区、周潭社区、桑南社区、华新社区、双茂社区、落霞苑第三社区、水乡苑第一社区和水乡苑第二社区。

## 产业
华庄街道主要农业为水稻、小麦。1952年，邹福根互助组夺取水稻高产，邹福根也因此被评为全国农业劳动模范。1985年，粮食总产17780.25吨。此外当地酒药畅享江浙沪一带。工业方面主要以机械、化工、冶金、轻纺、建材等为主。华庄也是早期江苏省首批对外开发乡镇，1964年美国作家埃德加·斯诺亲自到华庄参观。1999年，华庄镇被评为锡山市第三产业先进镇。

## 文化与旅游
1985年，华庄有华庄中学等学校。此外还有华庄卫生院、华庄文化宫、华庄影剧院等。南侧为贡湖湾湿地公园，景点有华庄战斗纪念碑、华庄天主堂。

## 图库

无锡华庄葡萄（夏黑品种）
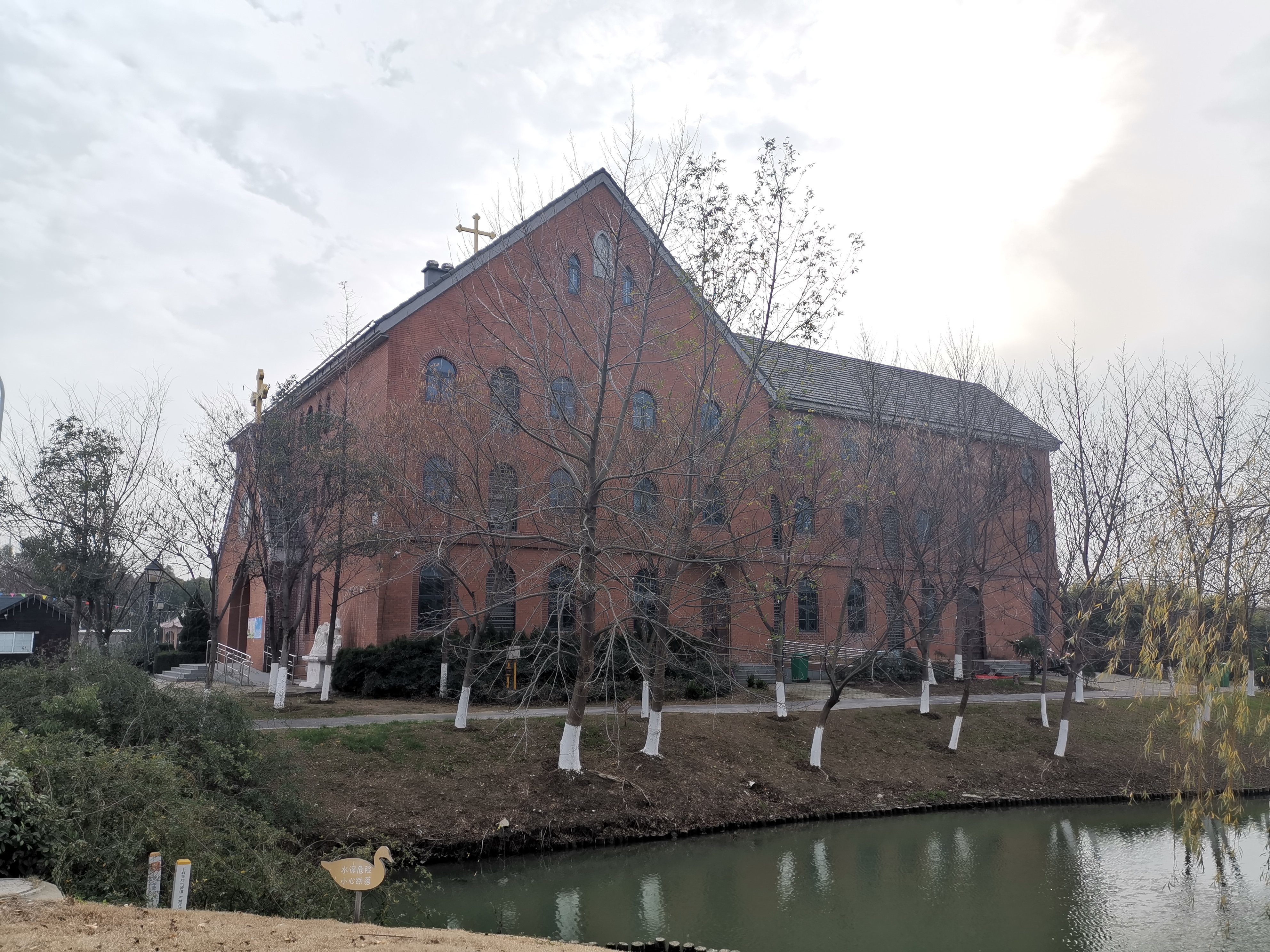
无锡华庄天主堂
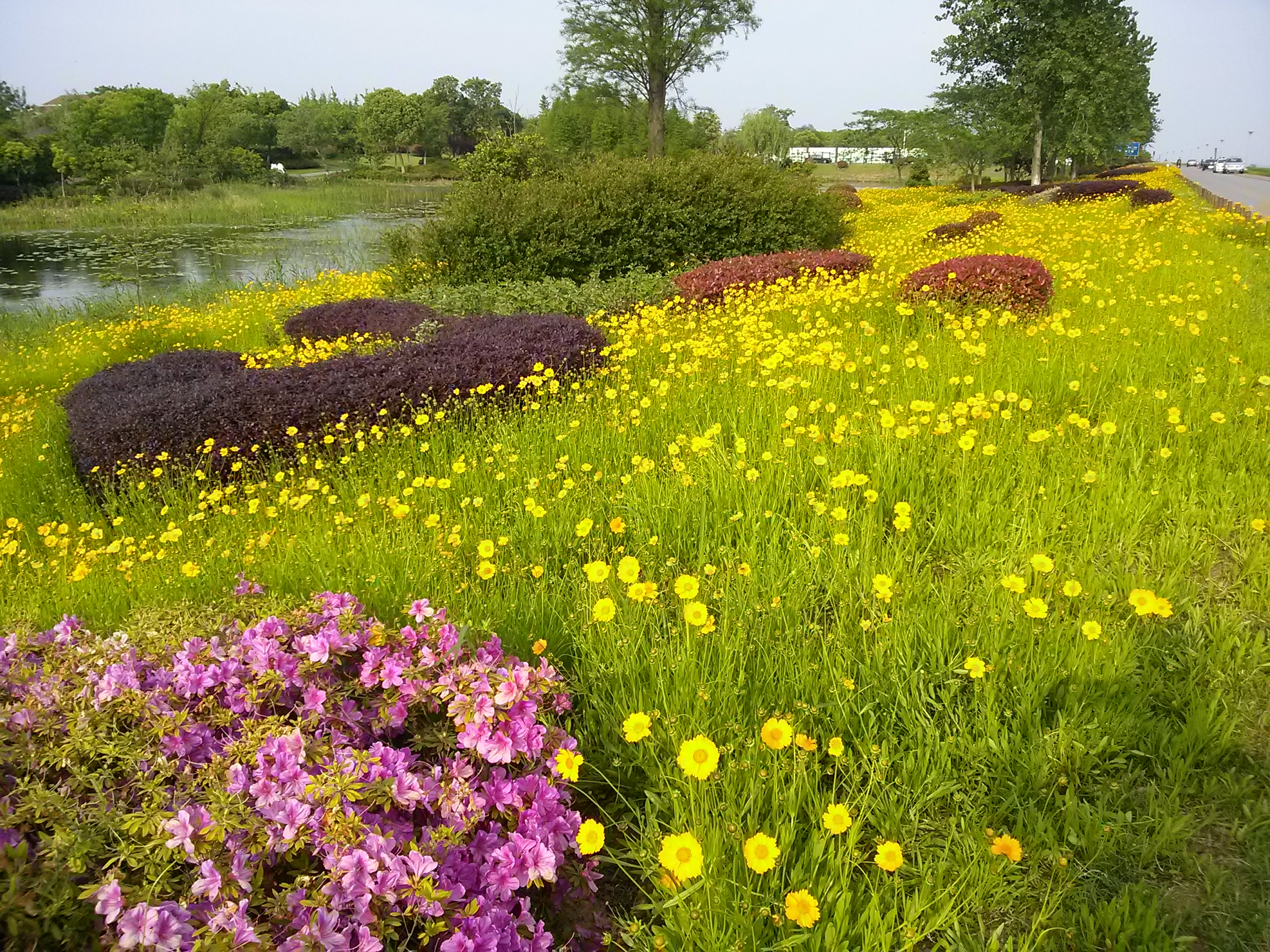
贡湖湾湿地公园中的野花
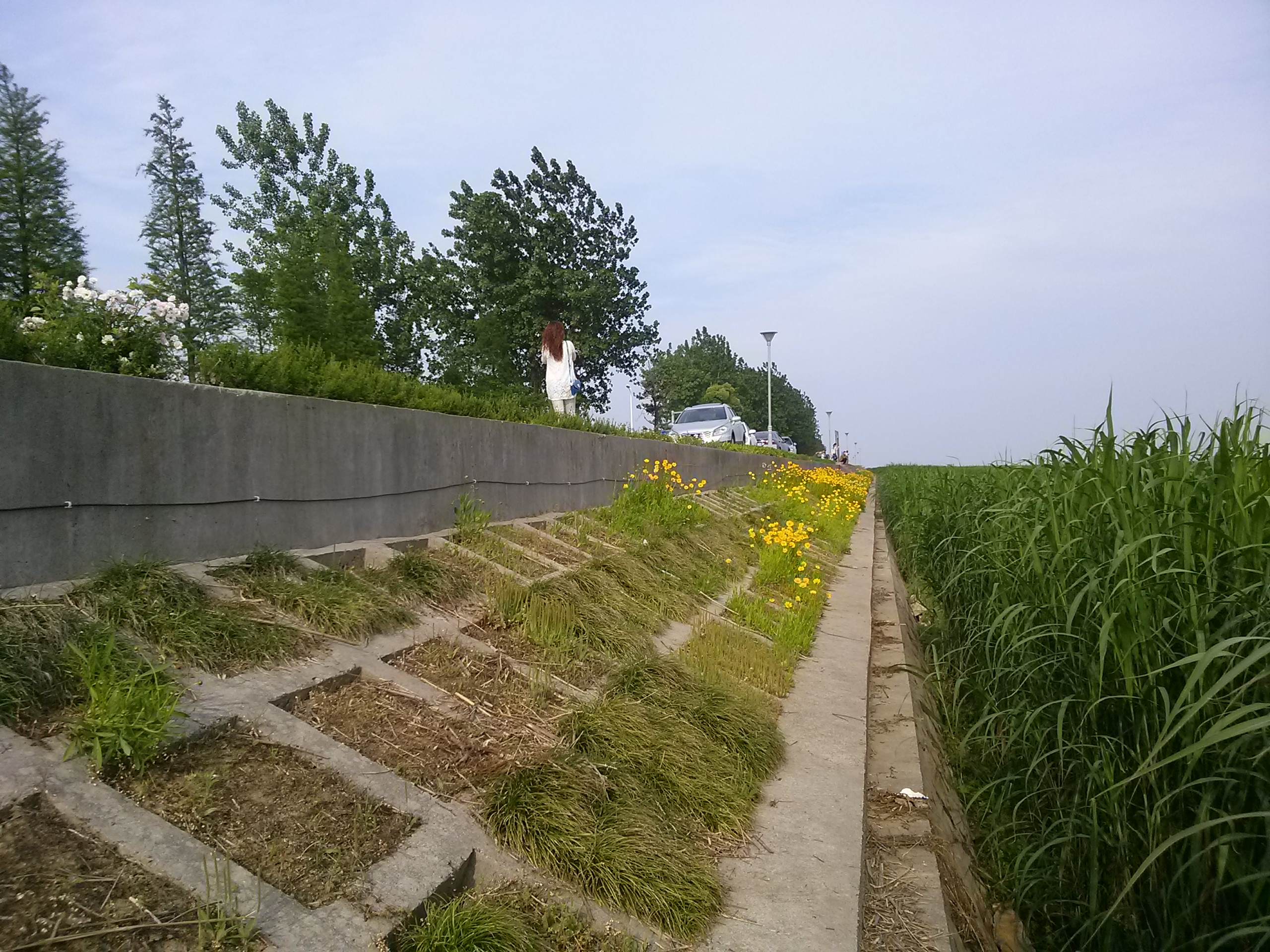
贡湖湾湿地公园的太湖大堤
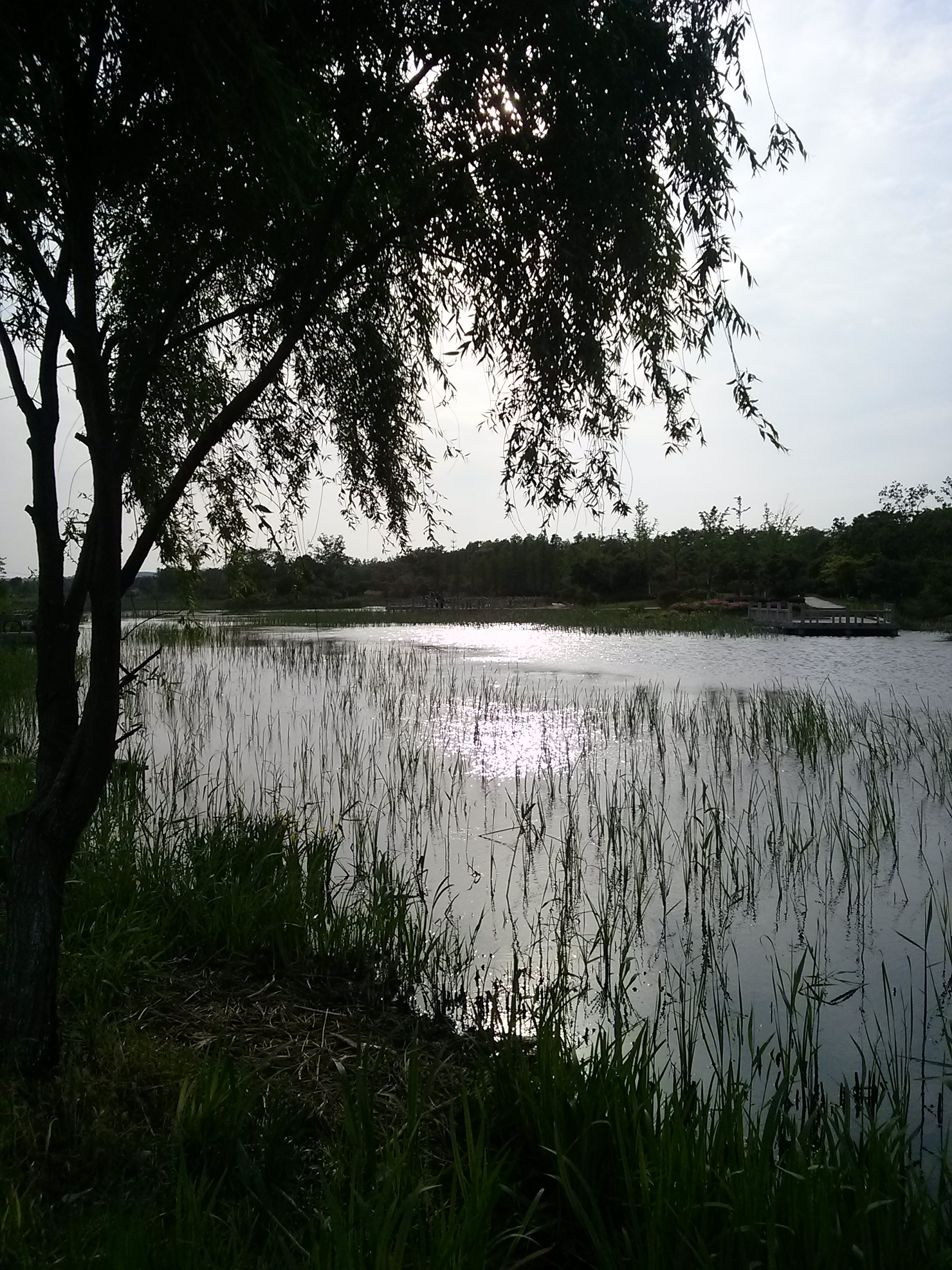
湿地公园
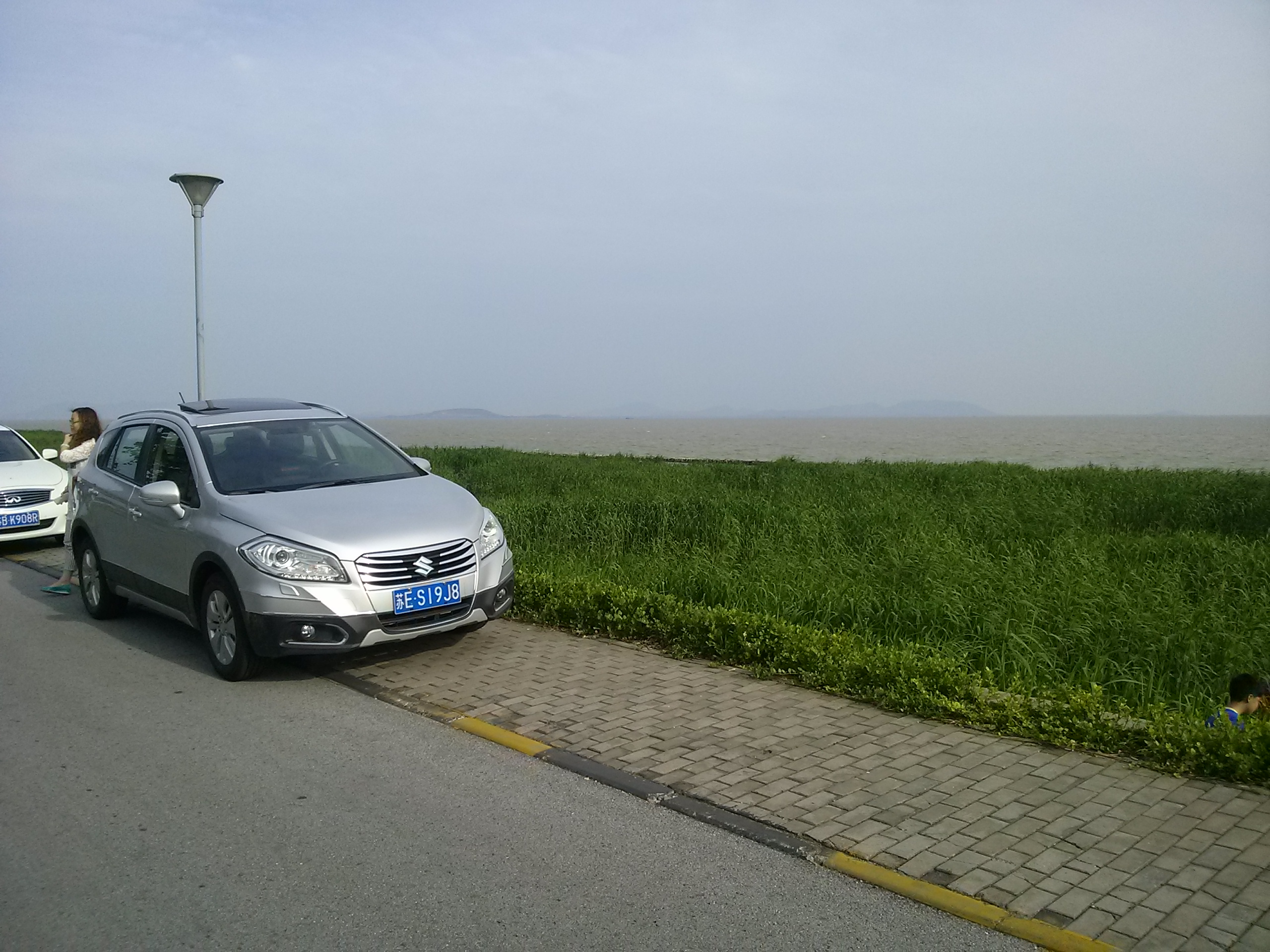
太湖大堤
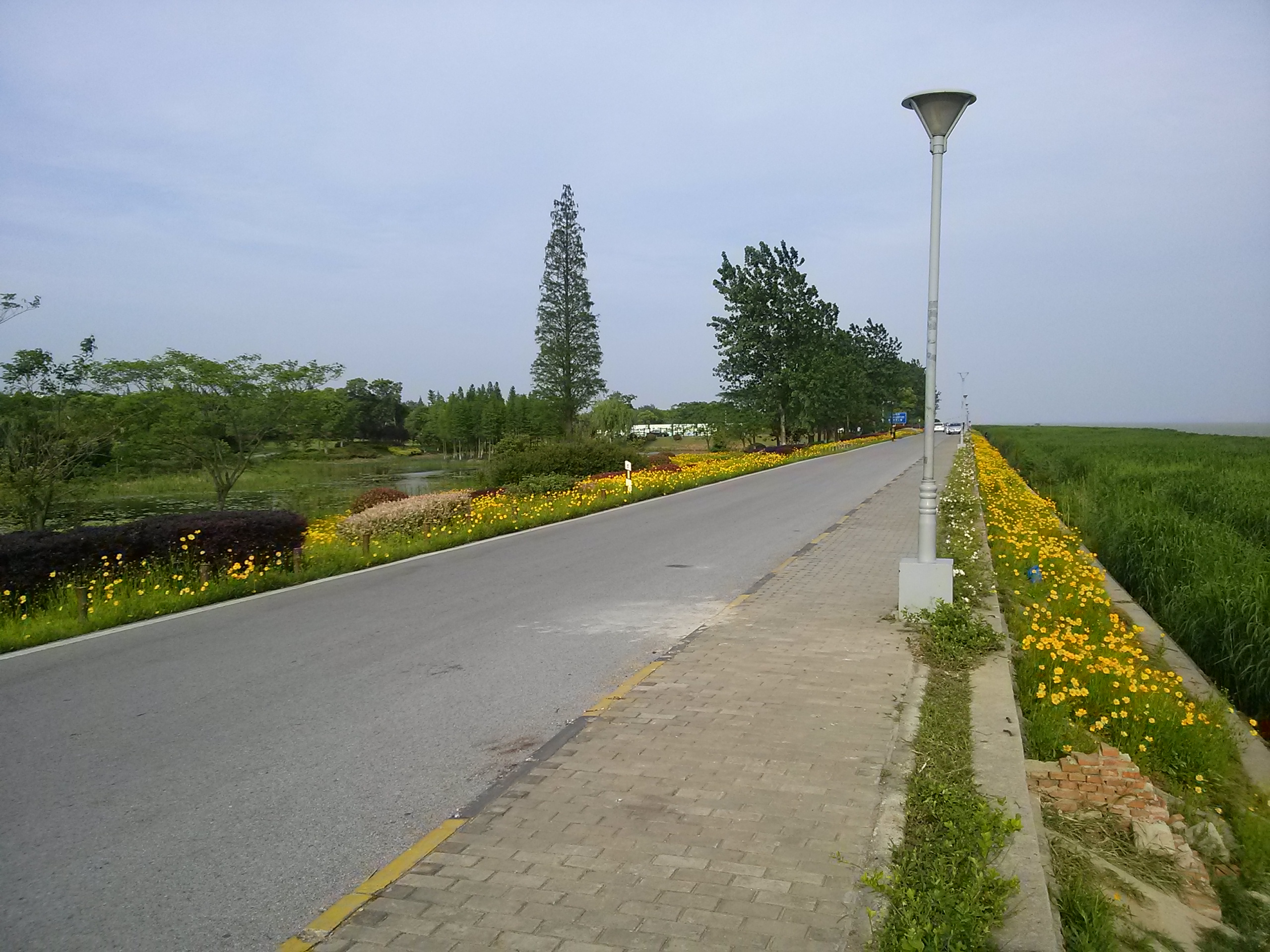
太湖大堤
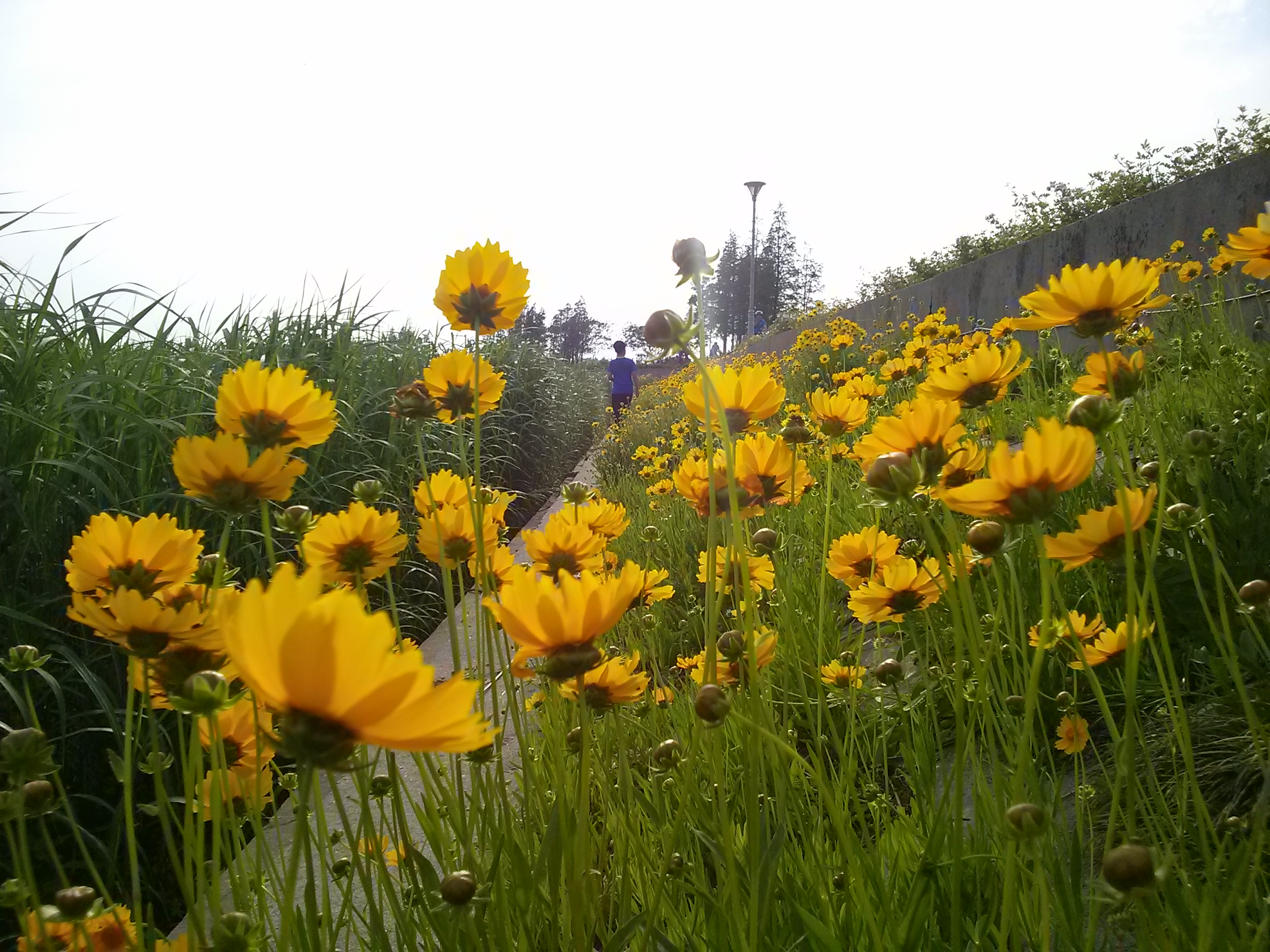
贡湖湾湿地公园中的野花